# Sito di interesse nazionale
Un sito di interesse nazionale, o SIN, è un'area contaminata molto estesa, classificata come pericolosa dallo Stato Italiano e che necessita di interventi di bonifica del suolo, del sottosuolo e/o delle acque superficiali e sotterranee per evitare danni ambientali e sanitari.
I siti individuati dal Ministero dell'ambiente e della tutela del territorio erano 57 (28 dei quali interessano la fascia costiera) sparsi in tutta Italia, ridotti a 39 con il D.M. 11 gennaio 2013.. Le bonifiche dei siti declassificati sono diventate di competenza delle regioni.
Al 2023 i siti sono 42, per una superficie totale di circa 170.000 ettari a terra e 78.000 ettari a mare, approssimativamente lo 0,6% del territorio nazionale.

## Definizione
I SIN sono stati definiti dal decreto legislativo 22/97 (decreto Ronchi) e nel decreto ministeriale 471/99 e ripresi dal decreto 152/2006 che stabilisce che essi sono individuabili in relazione alle caratteristiche del sito, alla quantità e pericolosità degli inquinanti presenti, al rilievo dell'impatto sull'ambiente circostante in termini sanitari ed ecologici nonché di pregiudizio per i beni culturali e ambientali.
I siti contaminati nazionali sono aree nelle quali, in seguito ad attività umane svolte o in corso, è stata accertata un'alterazione delle caratteristiche qualitative dei terreni, delle acque superficiali e sotterranee e nello specifico
comprendono:
- aree industriali dismesse;
- aree industriali in corso di riconversione;
- aree industriali in attività;
- siti interessati da attività produttive ed estrattive di amianto;
- porti;
- aree che sono state oggetto in passato di incidenti con rilascio di inquinanti chimici;
- ex miniere, cave, discariche non conformi alla legislazione, discariche abusive.

In tali siti l'esposizione alle sostanze contaminanti può venire da esposizione professionale, emissioni industriali e da suoli e falde contaminate.

## Mappa dei siti
I SIN in Italia erano originariamente 57 (perimetrati dal 1998 in poi sulla base di diverse leggi, ultima
delle quali il Decreto Legislativo n. 152 del 2006) e includevano oltre 300 comuni. Attualmente visti i nuovi parametri, più stringenti, stabiliti dal D.lgs 152/2006 sono stati ridotti a 43.
Tutte le Regioni italiane hanno almeno un SIN tranne il Molise; infatti 5 dei 43 SIN sono in Lombardia, 5 anche in Piemonte, seguono con 4  la Toscana, la Puglia e la Sicilia, con 3 la Campania e il Friuli-Venezia Giulia, con 2 la Liguria, l'Emilia-Romagna, la Sardegna e la Basilicata e infine con 1 la Valle d'Aosta, l'Umbria, la Calabria, l'Abruzzo, il Lazio, le Marche, il Trentino-Alto Adige e il Veneto.
I siti SIN al 2024 sono:
Abruzzo
- il sito Bussi sul Tirino (PE);

Basilicata
- l'area industriale della Val Basento;
- il sito Tito (PZ);

Calabria
- il sito Crotone-Cassano (CS)-Cerchiara (CS);

Campania
- l'area vasta di Giugliano (NA);
- il sito Napoli orientale;
- il sito Napoli-Bagnoli-Coroglio;

Emilia-Romagna
- Officina Grande Riparazione ETR di Bologna;
- il sito Fidenza (PR);

Friuli Venezia-Giulia
- il sito Trieste;
- il sito Laguna di Grado (GO) e Marano (UD);
- l'area dell'ex-Caffaro di Torviscosa (UD);

Lazio
- il bacino del fiume Sacco;

Liguria
- l'area dell'ex-Stoppani di Cogoleto (GE);
- il sito Cengio (SV) e Saliceto (CN) (in comune con la regione Piemonte);

Lombardia
- il sito Brescia - Caffaro [7]
- il sito Mantova-Laghi-Polo chimico;
- il sito Broni (PV);
- il sito Sesto San Giovanni (MI);
- il sito Pioltello-Rodano (MI);

Marche
- il sito Falconara Marittima (AN);

Piemonte
- il sito Serravalle Scrivia (AL);
- il sito Balangero (TO);
- il sito Cengio (SV) e Saliceto (CN) (in comune con la regione Liguria);
- il sito Casale Monferrato (AL);
- il sito Pieve Vergonte (VB);

Puglia
- l'area dell'ex-Fibronit di Bari;
- il sito Manfredonia (FG);
- il sito Brindisi;
- il sito Taranto;

Sardegna
- le aree industriali di Porto Torres (SS);
- l'area del Sulcis-Iglesiente-Guspinese;

Sicilia
- il sito Biancavilla (CT);
- il sito Milazzo (ME);
- il sito Gela (CL);
- il sito Priolo (SR);

Toscana
- il sito Piombino (LI);
- l'area ex SITOCO di Orbetello (GR);
- il sito Livorno;
- il sito Massa e Carrara;

Trentino Alto-Adige
- il sito Trento nord;

Umbria
- il sito Terni-Papigno;

Valle d'Aosta
- il sito Émarèse (AO);

Veneto
- il sito Venezia (Porto Marghera) (VE);

A tali aree vanno sommate altri siti contaminati di competenza regionale, denominati SIR o siti di interesse regionale, che sono molto più numerosi dei SIN.

### Estensione dei SIN
Attualmente i SIN interessano:
- 780 km² di aree marine, lagunari e lacustri;
- 1700 km² di aree terrestri.

### Ex siti SIN
Alcuni siti contaminati, una volta che non soddisfatti tutti i requisiti previsti dalla normativa per essere qualificati come SIN, sono stati derubricati a siti di interesse regionale e la competenza a proseguire la bonifica è stata passata alla Regione; i sin derubricati sono:
Abruzzo
- Fiume Saline e Alento;

Campania
- il bacino del fiume Sarno;

Emilia-Romagna
- il distretto delle ceramiche di Sassuolo (MO) - Scandiano (RE);

Sardegna
- l’arsenale de La Maddalena;

## Contaminanti principali
I contaminanti maggiormente presenti all'interno dei SIN sono:
- le diossine;
- gli idrocarburi policiclici aromatici;
- metalli pesanti;
- solventi organo clorurati e policlorobifenili.

## Procedure amministrative ed operative
Le procedure di bonifica dei siti contaminati sono disciplinate dal D.Lgs. 3 aprile 2006, n. 152 – Parte IV – Titolo V e dalla L.R. 9 luglio 1998 n. 27 e s. m. i.
Diversamente dagli altri siti contaminati, per i SIN tutti gli interventi ed i relativi documenti progettuali, dalle indagini di caratterizzazione alla bonifica, sono valutati ed approvati dal Ministero dell'Ambiente, individuato dalla norma come Amministrazione competente in questo tipo di procedimenti.
La procedura di bonifica si sviluppa nelle seguenti fasi:
- piano di caratterizzazione delle aree da bonificare;
- progetto preliminare di bonifica;
- progetto definitivo di bonifica;

I suddetti step vengono approvati dal Ministero dell'ambiente e della tutela del territorio e del mare (sentita la Conferenza di Servizi), e l'approvazione del progetto sostituisce a tutti gli effetti le autorizzazioni, le concessioni, i concerti, le intese, i nulla osta, i pareri e gli assensi previsti dalla legislazione vigente, ivi compresi, tra l'altro, quelli relativi alla realizzazione e all'esercizio degli impianti e delle attrezzature necessarie alla loro attuazione. L'autorizzazione costituisce, altresì, variante urbanistica e comporta dichiarazione di pubblica utilità, urgenza ed indifferibilità dei lavori...... Se il progetto prevede la realizzazione di opere sottoposte a procedura di valutazione di impatto ambientale, l'approvazione del progetto di bonifica comprende anche tale valutazione. (art. 152 co. 6-7 D.Lgs. n.152/06)
- esecuzione dei lavori;
- certificazione finale di conformità.

### Piano di caratterizzazione
Il primo passo del procedimento amministrativo è la redazione del piano di caratterizzazione che deve essere redatto dal proprietario del sito inquinato secondo le indicazioni dell'Allegato 2 alla parte quarta del D.Lgs. 3 aprile 2006, n. 152.
Il PdS deve descrivere dettagliatamente il sito e tutte le attività che si sono svolte o che ancora si svolgono; individua le correlazioni tra le attività svolte e tipo, localizzazione ed estensione della possibile contaminazione; descrive le caratteristiche delle componenti ambientali sia all'interno del sito che nell'area da questo influenzata; descrive le condizioni necessarie alla protezione ambientale e alla tutela della salute pubblica; presenta un piano delle indagini per definire tipo, grado ed estensione dell'inquinamento.

#### Caratterizzazione dei siti contaminati
La caratterizzazione rappresenta le indagini (sondaggi, piezometri, analisi chimiche etc.) condotte in un sito contaminato o ritenuto potenzialmente tale, il cui scopo principale è quello di definire l'assetto geologico e idrogeologico, verificare la presenza o meno di contaminazione nei suoli e nelle acque e sviluppare un modello concettuale del sito.

### Criteri di bonifica
Per bonifica si intende l'insieme degli interventi atti ad eliminare le fonti di inquinamento e le sostanze inquinanti o ridurre le concentrazioni delle sostanze inquinanti presenti nel suolo, nel sottosuolo, nelle acque superficiali o nelle acque sotterranee ad un livello uguale o inferiore ai valori di concentrazione limite accettabili stabiliti dal D.M. 471/99.
Se per motivi tecnici o di insostenibilità economica le attività intraprese non permettono di raggiungere concentrazioni inferiori ai limiti normativi, è possibile andare in deroga, a patto di dimostrare con adeguata Analisi di Rischio che le concentrazioni residue non comportano rischi per la salute e per l'ambiente e di adottare precauzioni permanenti.
In questo caso si parla di bonifica con misure di prescrizione.
I criteri per la selezione e l'esecuzione degli interventi di bonifica e ripristino ambientale, di messa in sicurezza operativa o permanente, nonché per l'individuazione delle migliori tecniche di intervento a costi sostenibili (B.A.T. N.E.E.C. - Best Available Technology Not Entailing Excessive Costs) ai sensi delle normative comunitarie sono riportati nell'Allegato 3 alla parte quarta del D.Lgs. 3 aprile 2006, n. 152

## Normativa
- Legge 8 luglio 1986 n. 349 - (art. 7): Istituzione del Ministero dell'ambiente e norme in materia di danno ambientale;
- Decreto Legislativo 5 febbraio 1997, n. 22 - (art 17 co. 14): Attuazione delle direttive 91/156/CEE sui rifiuti, 91/689/CEE sui rifiuti pericolosi e 94/62/CE sugli imballaggi e sui rifiuti di imballaggio;
- Decreto Ministeriale 25 ottobre 1999, n.471 - (art. 15):Regolamento recante criteri, procedure e modalità per la messa in sicurezza, la bonifica e il ripristino ambientale dei siti inquinati, ai sensi dell'articolo 17 del decreto legislativo 5 febbraio 1997, n. 22, e successive modificazioni e integrazioni.
- Decreto Ministeriale 18 settembre 2001, n. 468 -(art. 3): Regolamento Recante: Programma nazionale di bonifica e ripristino ambientale;
- Decreto legislativo 3 aprile 2006, n. 152 - (art. 252): Norme in materia ambientale;
- Decreto Legislativo 16 gennaio 2008, n. 4 - (art. 252 bis): Ulteriori disposizioni correttive ed integrative del decreto legislativo 3 aprile 2006, n. 152, recante norme in materia ambientale;
- Decreto Ministeriale 11 gennaio 2013 (Allegato 1): Approvazione dell'elenco dei siti che non soddisfano i requisiti di cui ai commi 2 e 2-bis dell'art. 252 del decreto legislativo 3 aprile 2006, n. 152 e che non sono più ricompresi tra i siti di bonifica di interesse nazionale;